# Świerże (powiat radzyński)
Świerże – wieś w Polsce położona w województwie lubelskim, w powiecie radzyńskim, w gminie Wohyń.
| SIMC    | Nazwa   | Rodzaj    |
| ------- | ------- | --------- |
| 0022510 | Pszonka | część wsi |

Wieś szlachecka położona była w drugiej połowie XVI wieku w powiecie lubelskim województwa lubelskiego. W latach 1975–1998 miejscowość należała administracyjnie do województwa bialskopodlaskiego.
Wieś jest sołectwem w gminie Wohyń. Według Narodowego Spisu Powszechnego z roku 2011 wieś liczyła 266 mieszkańców.